# Eduarda Smiļģa iela
Eduarda Smiļģa iela est une rue de la banlieue de Zemgale à Rīga en Lettonie.

## Présentation
La rue Eduarda Smiļģa iela traverse le voisinage d’Āgenskalns. 
Eduarda Smiļģa iela commence à l'intersection avec Meža iela et Puķu iela, se dirige vers le sud, traverse Slokas iela et Bāriņu iela, entre autres, et se termine à l'intersection avec Mazā Nometņu iela. 
La longueur de la rue est de 1 150 mètres, elle est asphaltée sur la largeur de deux voies sur toute la longueur de la rue.
Dans la rue Eduarda Smilļģa se trouvent principalement des immeubles résidentiels, ainsi que des bâtiments publics : le Musée du Théâtre (Smiļģa ielā 37-39), Rīga Pārdaugava (Smiļģa ielā 46) et l'école primaire Friča Brīvzemnieka pamatskola.

## Étymologie
La rue porte le nom du metteur en scène et acteur Eduards Smiļģis, qui vivait dans la maison située au 37-39 de cette rue. Sa maison est aujourd'hui le Musée du Théâtre.

## Bâtiments
- Eduarda Smiļģa iela 1 - Immeuble résidentiel (1894, architecte Vilhelms Bokslafs).
- Eduarda Smiļģa iela 10 - (1904, architecte Jānis Alksnis), monument architectural d'importance locale.
- Eduarda Smiļģa iela 54 - (1926), monument architectural d'importance locale.

- Eduarda Smiļģa iela 37 - Musée du théâtre E. Smilgis (1928-1932, architecte Ernests Štālbergs)
- Eduarda Smiļģa iela 46 - Bâtiment administratif de la ville de Riga, (1976)

## Galerie

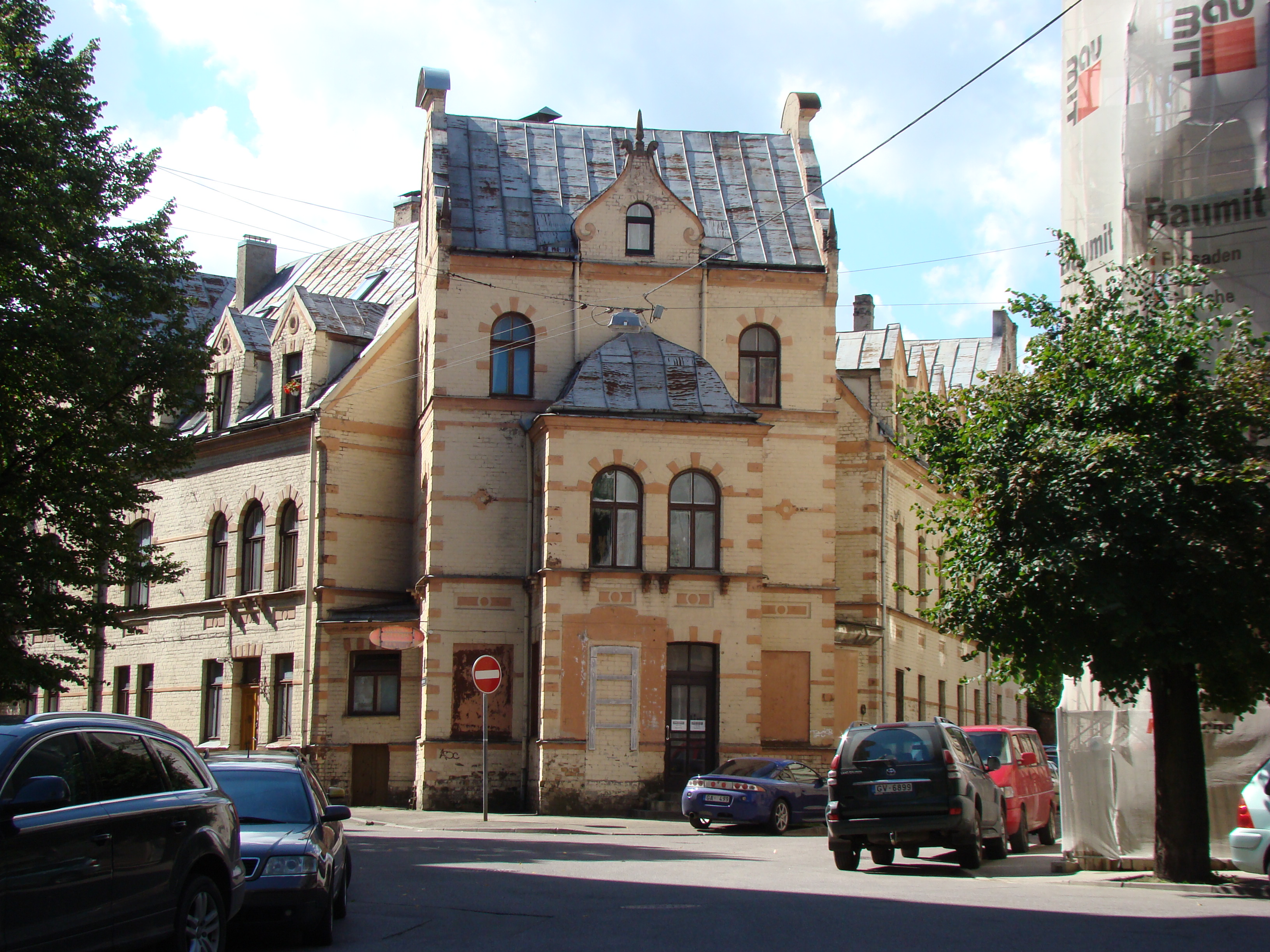
Eduarda Smiļģa iela 1
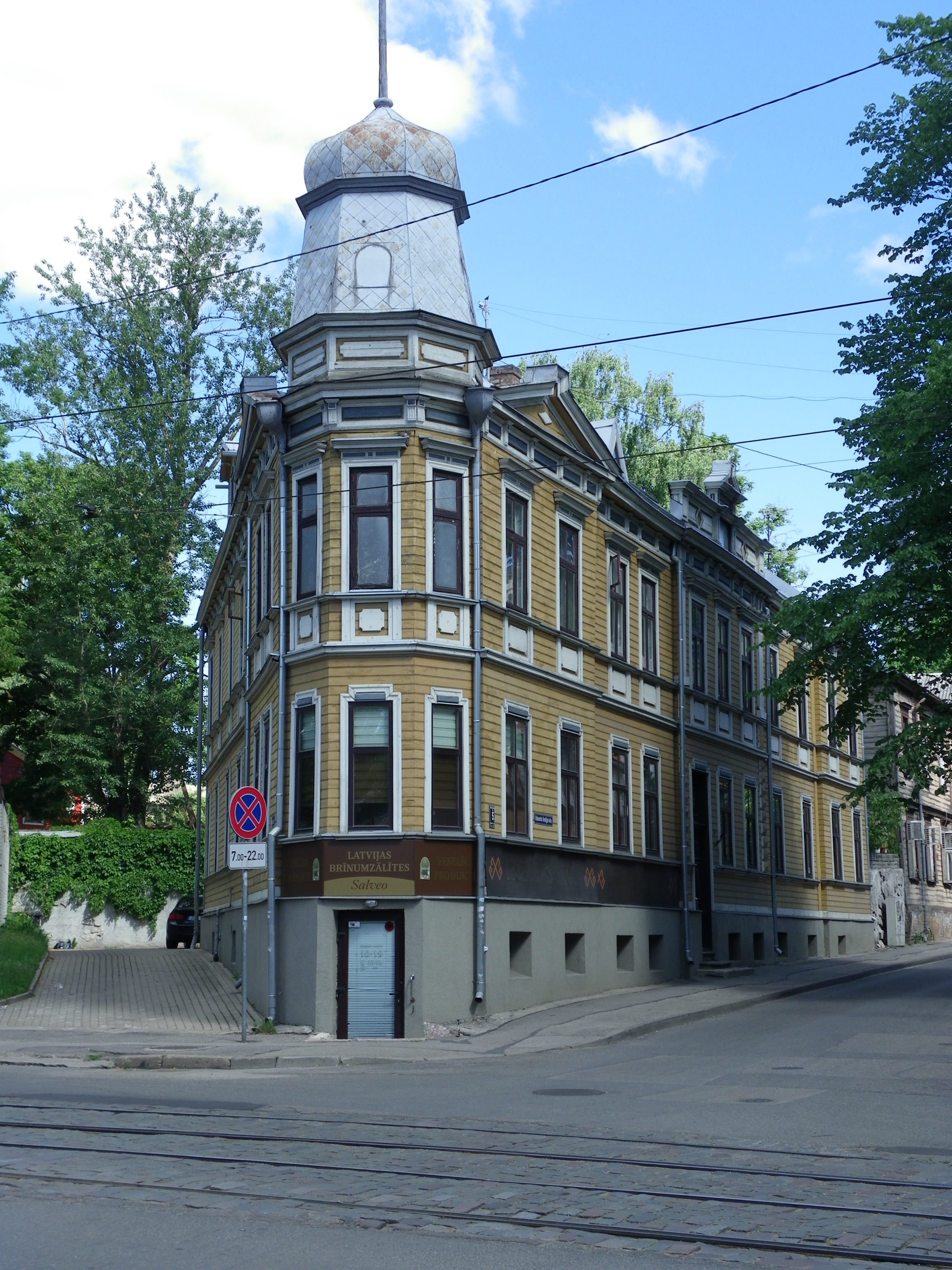
Eduarda Smiļģa iela 5
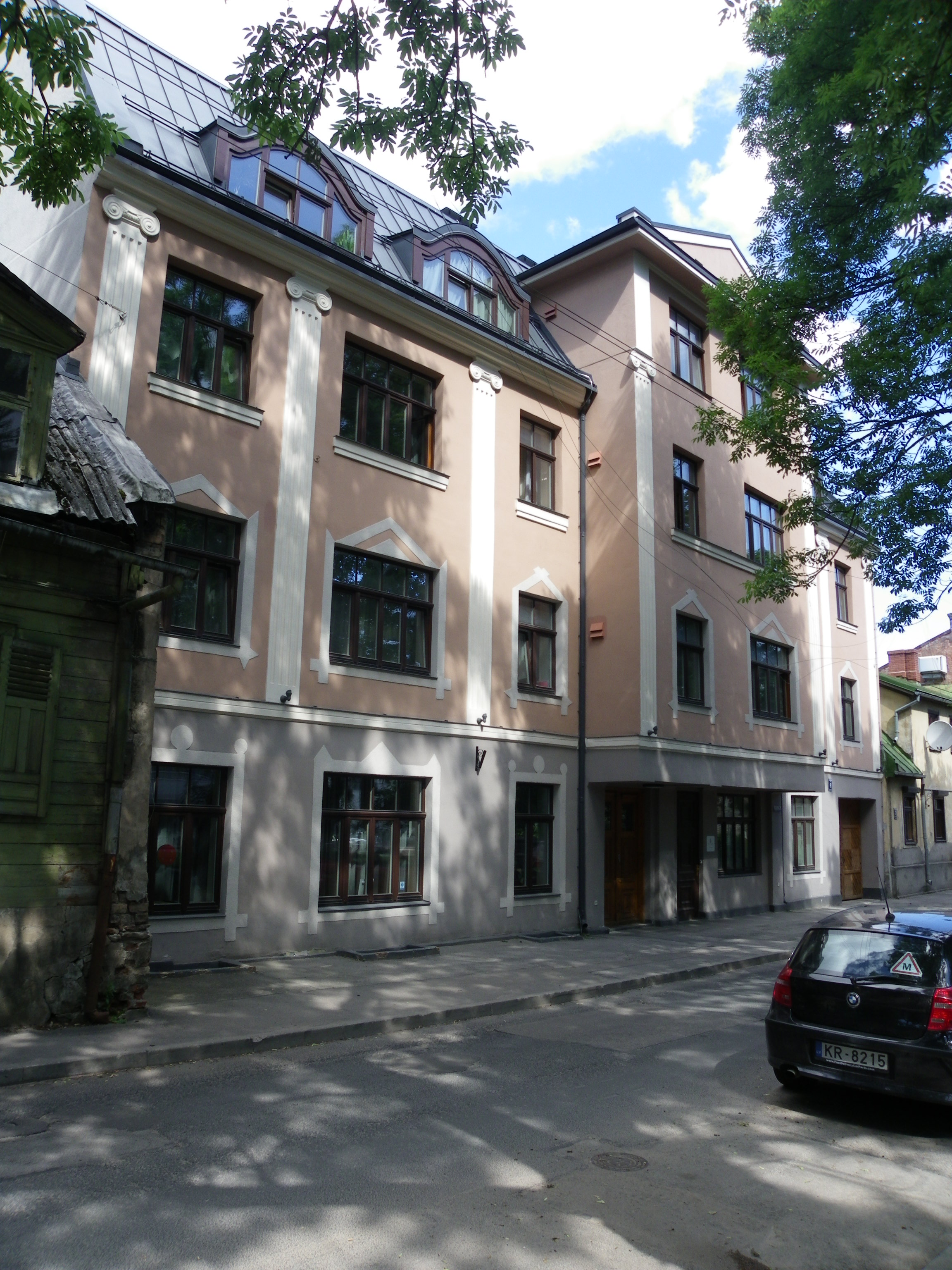
Eduarda Smiļģa iela 9
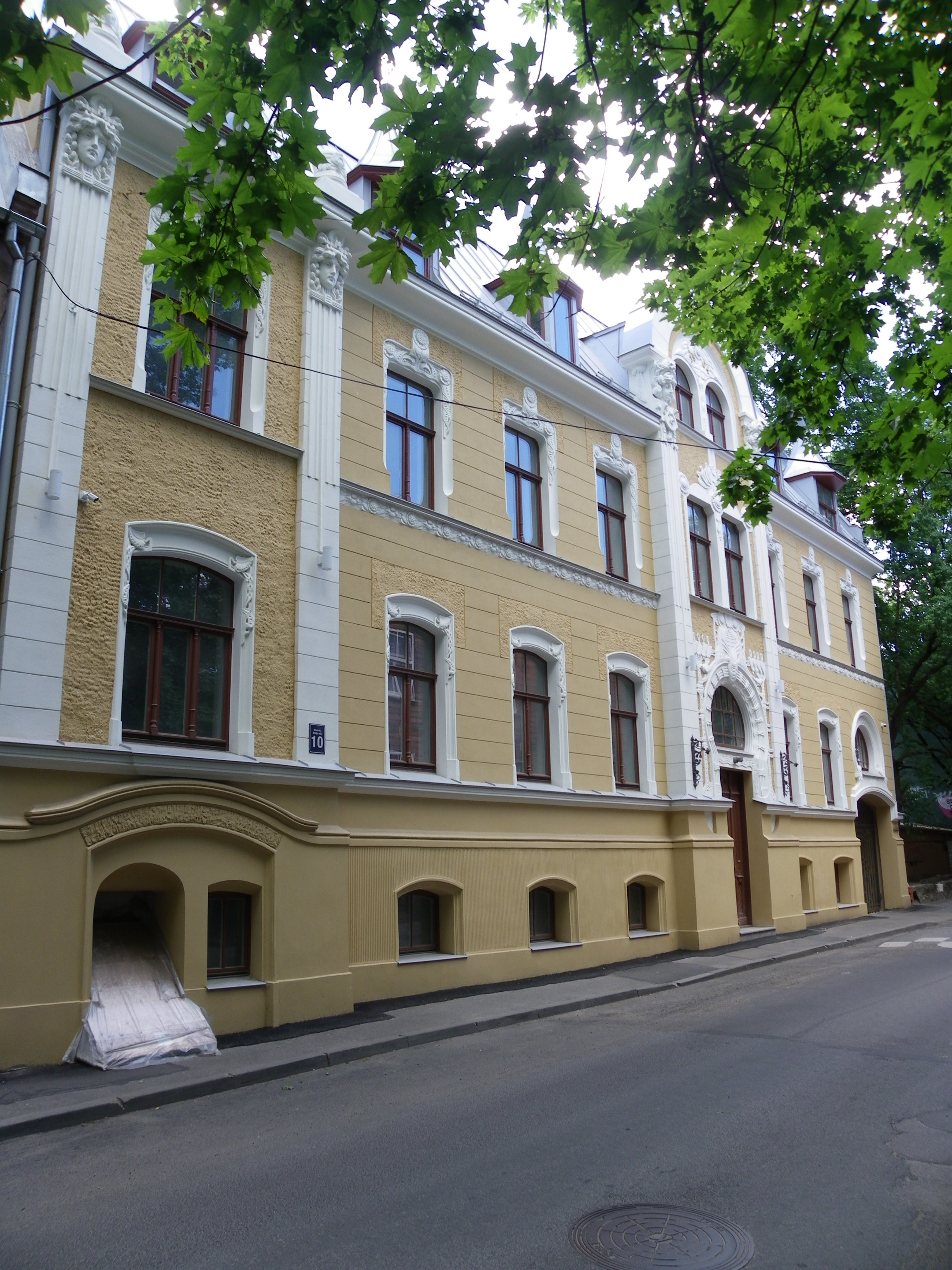
Eduarda Smiļģa iela 10
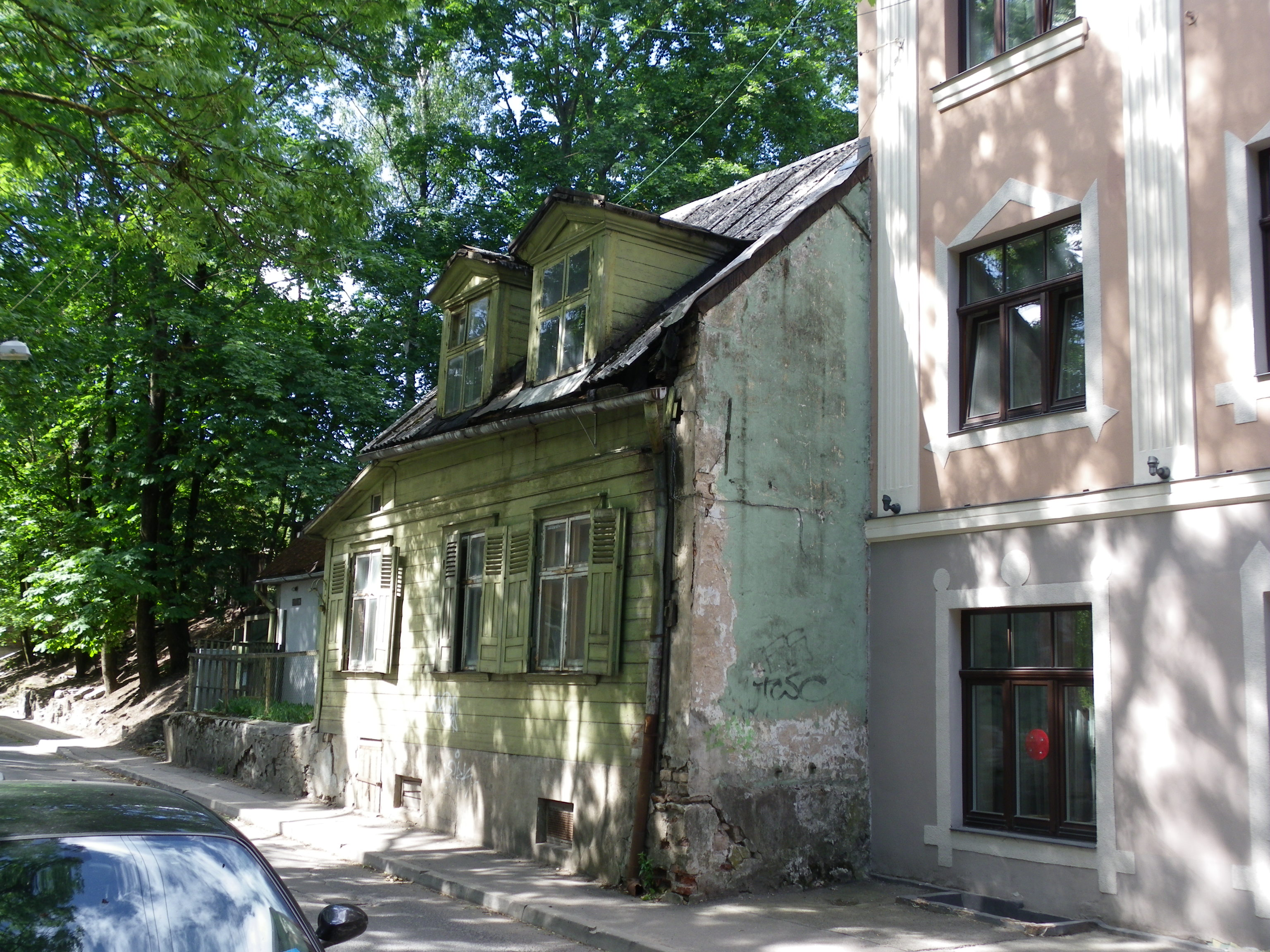
Eduarda Smiļģa iela 11

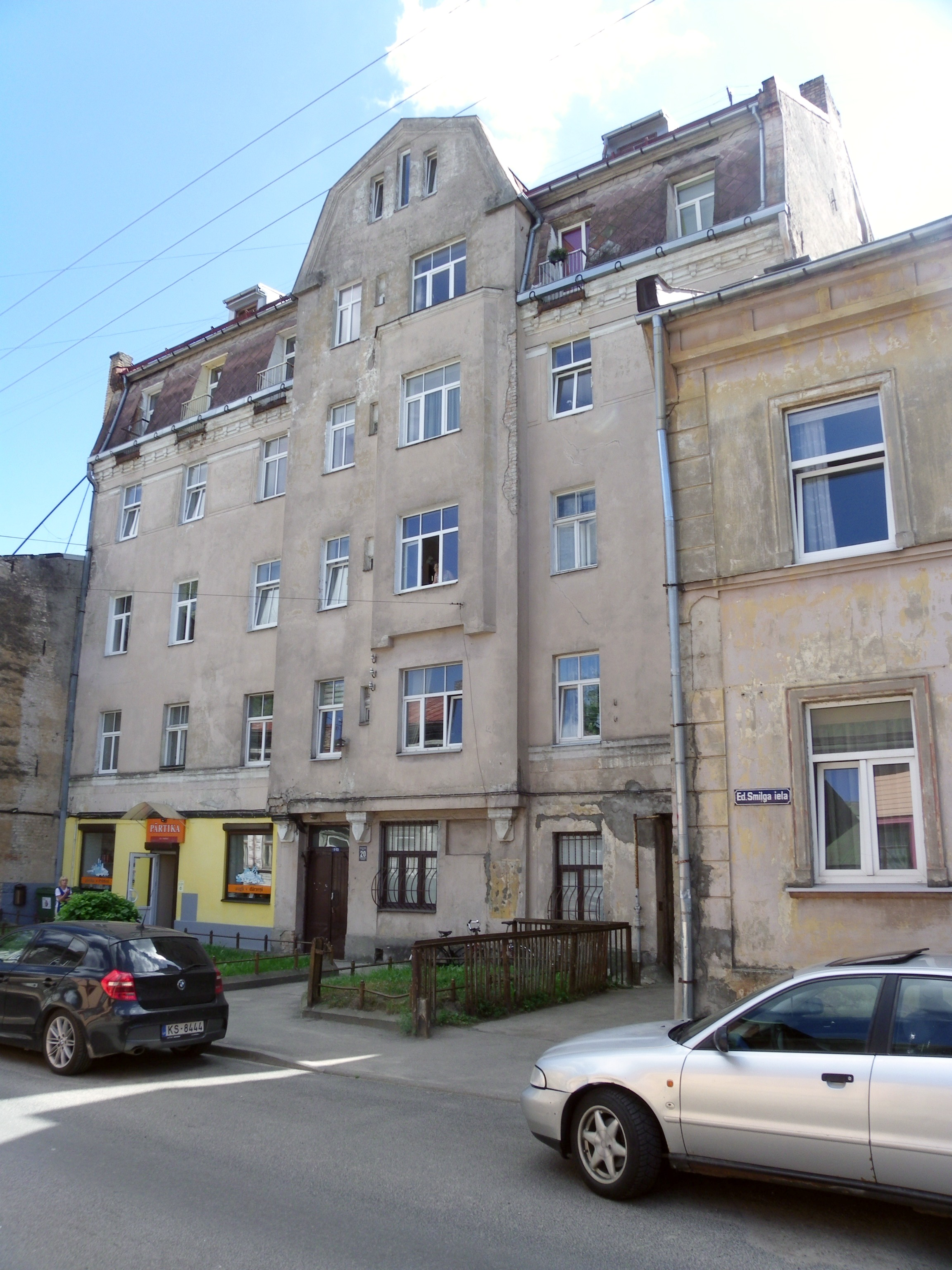
Eduarda Smiļģa iela 20
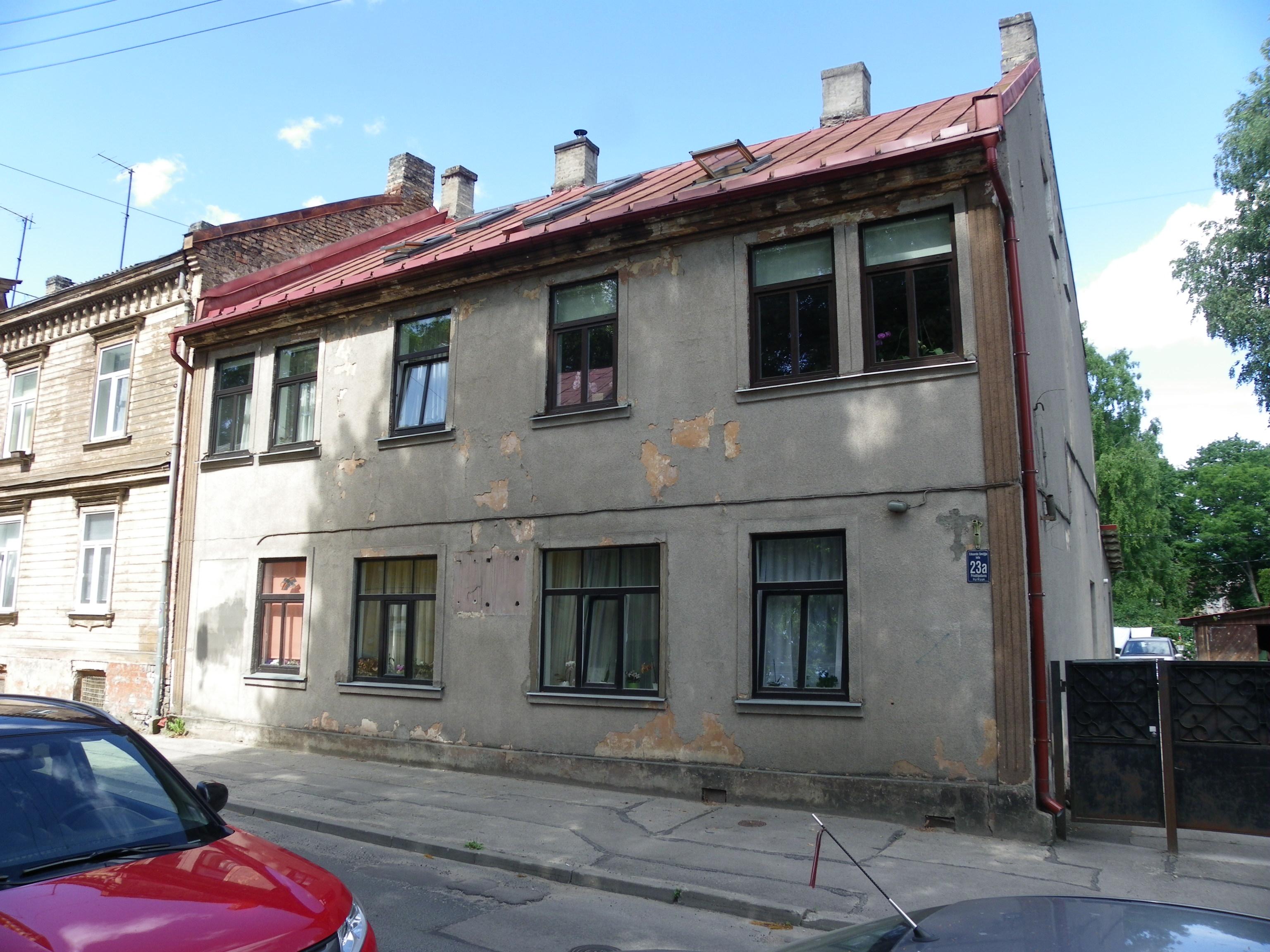
Eduarda Smiļģa iela 23a
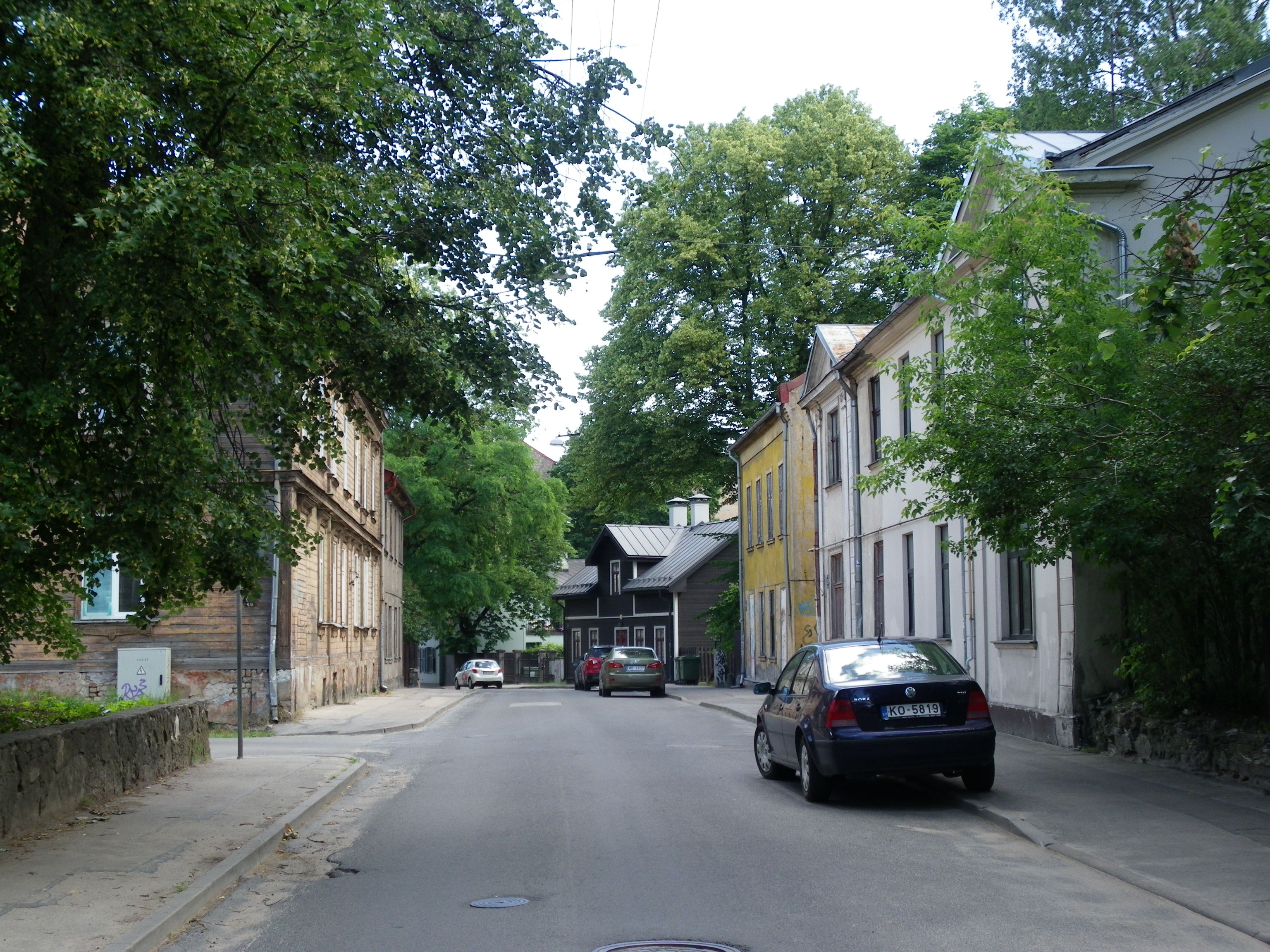
Eduarda Smiļģa iela 32
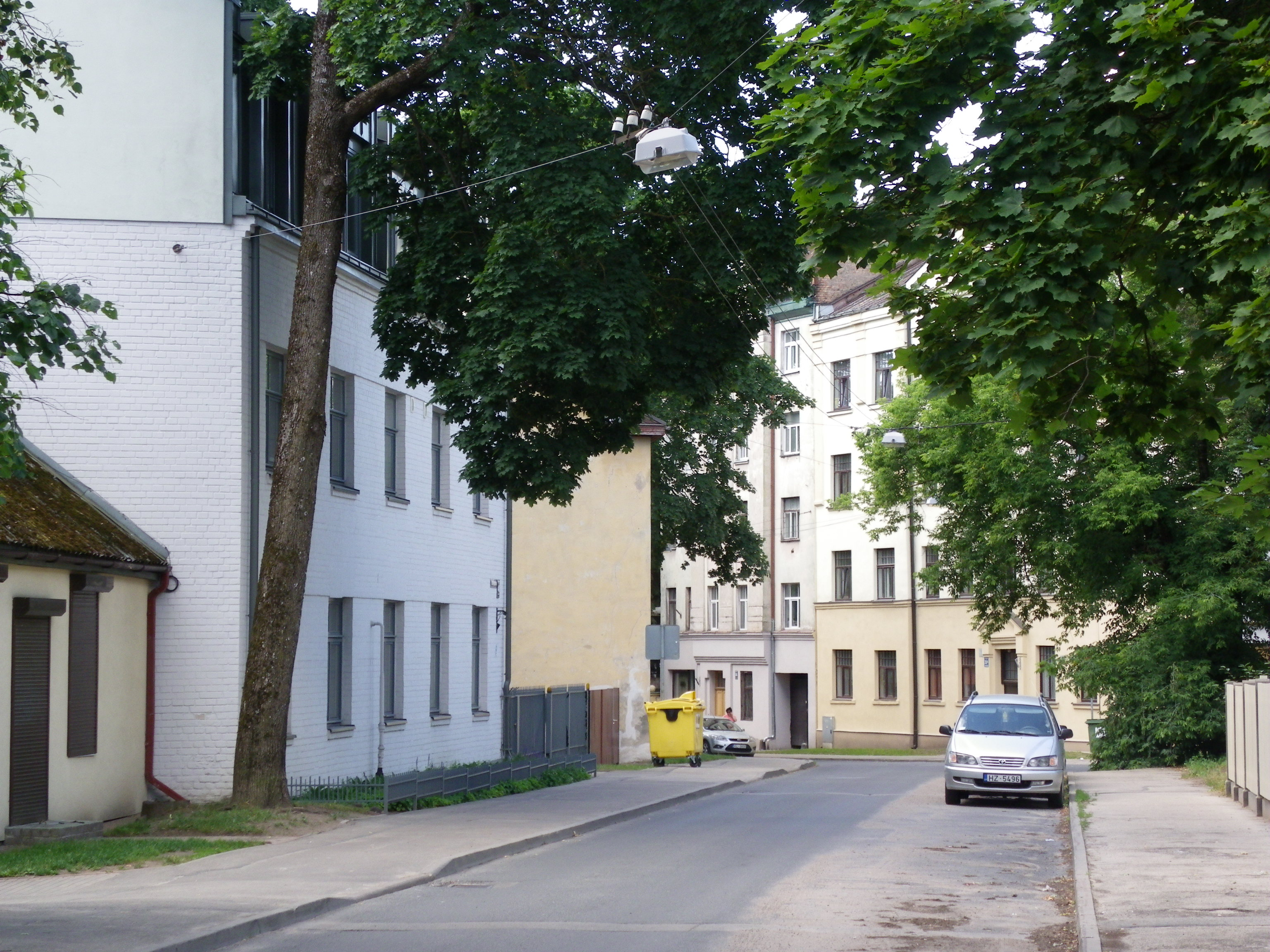
Eduarda Smiļģa iela 40